# 청풍초등학교 (충북)
청풍초등학교는 대한민국 충청북도 제천시 청풍면 물태리에 있는 공립 초등학교이다.

## 학교 연혁
- 1909년 8월 21일 설립인가
- 1910년 10월 1일 사립 영명학교 개교
- 1912년 5월 27일 청풍공립보통학교 개편(청풍면 읍리 616번지)
- 1946년 9월 1일 양평분교장 개교
- 1951년 4월 1일 청풍국민학교 개칭
- 1956년 4월 1일 단산분교장 개교
- 1968년 3월 1일 학현분교장 개교
- 1970년 12월 24일 학교 부지를 청풍면 읍리 202번지로 이전
- 1984년 8월 16일 충주댐 건설로 현재의 위치로 이전(8개 교실)
- 1986년 3월 1일 양평초교, 안암초교, 금산초교가 분교로 편입
- 1996년 3월 1일 청풍초등학교로 개칭

## 참고 자료
- 청풍초등학교 - 한국교육학술정보원 학교알리미